# Orde van Verdienste voor Kunst en Wetenschap (Schwarzburg)
De Orde van Verdienste voor Kunst en Wetenschap (Duits: Verdienstorden für Kunst und Wissenschaft) was een ridderorde die door vorst Günther Victor van Schwarzburg in 1912 in de vorstendommen  Schwarzburg-Sondershausen en Schwarzburg-Rudolstadt, die sinds 1909 in personele unie verenigd waren, in beide vorstendommen ingevoerd werden. Deze ridderorde heeft tot 1918 bestaan. Het kleinood was van zilver en was met een geëmailleerde groene lauwerkrans versierd.